# 1957

## أحداث
- بداية حرب إفني في 23 أكتوبر 1957 والتي انتهت في 30 يونيو 1958.
- إقلاع القمر الصناعي سبوتنيك وهو أول قمر صناعي للاتحاد السوفيتي.
- 25 يوليو - إلغاء الملوكية وإعلان الجمهورية التونسية.
- إنشاء طريق الوحدة في المغرب.

### يناير
- 1 يناير - باشرت إذاعة صوت الجزائر الحرة البث لأول مرة ودعت الجزائريين لتحضير إضراب الثمانية أيام.
- 4 يناير - الصليب الاحمر الدولي يفصح عن ملفات سرية حول مراكز الاعتقال والتعذيب التي انشأتها فرنسا في الجزائر.
- 26 يناير - افتتاح بلانتاريوم باركي دو إبيرابويرا (أول بلانتاريوم في نصف الكرة الأرضية الجنوبي) في مدينة ساو باولو، البرازيل.

### أكتوبر
- 16 أكتوبر - تأسيس نادي الهلال السعودي بعد خلاف كبير بين أعضاء فريق نادي الشباب السعودي.

## مواليد
- أحمد قبازرد
- آنا ليند
- آنا ماريا رانغل
- أحمد بزوي الضاوي
- أدري فان تيغيلين
- أسامة بن لادن
- أكيو أوتسكا
- ألان أوليو
- ألان بول (سينمائي)
- أنتونيو سوزا
- أنتونيو فيلوسو
- أنتونيو كابريني
- أنتونيو ماكيدا فرانسيس
- أنور ابراهم
- إبراهيم الحربي
- إريك ريموند
- إليشع ليفي
- إيدير أليكسو دي أسيس
- إيفان فيشنفسكي
- إيفان فينكوف
- باتريك باتيستون
- باتريك بايلوت
- بامير توبي
- براد بيرد
- برانكو سميليانيتش
- براين روبسون
- بريبن إلكيير لارسن
- بريت هارت
- بلامين ماركوف
- بول ريزر
- بيتر نيميتش
- بيرني ماك
- بيلي هاميلتون
- تشيزري برانديلي
- توني هولينجسورث
- ثيو فان غوخ
- جافين جينينجز
- جاكي شروف
- جان فرانسوا دوميرغي
- جان كويلمانس
- جان مارك فالادير
- جان مارك فورلان
- جانيت نابوليتانو
- جبران غسان تويني
- جلوريا إستيفان
- جمال الغندور
- جمال عبد السلام
- جون إريكسن
- جون هويفان
- جون وارك
- جويل باتس
- جير إيفارشي
- حامد قرضاي
- حسين البصري
- خالد عبد الله الملحم
- خديجة أسد
- خوسيه سوكراتيس
- دان كاستلانيتا
- دانيال داي لويس
- دولف لندجرين
- دونالد توسك
- ديمبل كاباديا
- رافائيل غورديلو
- راماز شينغيليا
- راي رومانو
- ربيع سعد
- راي وينستون
- ربيع أبو خليل
- رغدة
- رودريغو باديلا
- رودولف بومر
- رينات داساييف
- رينيه بوتشي
- زكي سعد بني ارشيد
- سبايك لي
- ستيف بوسيمي
- ستيفانو تاكوني
- سميح ساويرس
- سوسن بدر
- سيسيليا ساركوزي
- سيندي شيهان
- ضيف الله بورمية
- طلال رفعت
- طلعت زكريا
- عامر الكاظمي
- عبد الرحمن العنجري
- عبد الرحمن محمد فاخر
- عبد الله الرومي
- عزوز بقاق
- علاء الأسواني
- علي خضر عباس الزند
- غلين هودل
- غيل دي روكو
- فاروق هادزيبيغيتش
- فرانسيس مكدورماند
- فلودزميزيرز سمولاريك
- فوزية السندي
- فولفيو كولوفاتي
- فيصل الدخيل
- فيكتور مونيوز
- فيكرام بانديت
- كاترينا دافينيو
- كرستوفر لامبيرت
- كريستوفر يونغ
- كلاوديو جينتيلي
- كلاوس أوغنتيلر
- كومار سانو
- كيفن رود
- كيفين بولك
- كيفين روث
- كينيو هوريوتشي
- لورنزو دي بونافينتورا
- لورين برلنت
- مارك أ. غبريال
- مارك فنسنت باركنسون
- مارك ليفين
- مارينكو كولجانين
- مانويل سارابيا
- مايكل كلارك دنكان
- مجدي مهنا
- محسن راضي
- محمد باقر الفالي
- محمد بحر
- محمد علي جعفري
- محمد مال الله
- مشعل بن ماجد بن عبد العزيز آل سعود
- منى سالين
- موسى حافظ
- ميكائيل جان
- ميلاني جريفيث
- ميلو بريرا
- نانا فيسيتور
- نصر الدين دريد
- نعيم سعد
- نوال السباعي
- نور مصالحة
- هانسي مولر
- هيكتور زيلايا
- هينري زامبيلي
- والتر دي غريف
- والتر ستشاتشنر
- ولفجانج كيترلي
- يوسف رزوقة
- يويتشي ناغاشيما
- ياسر سعيد
- نجم الدين عبد الله، ممثل كوميدي وأستاذ جامعي عراقي من الموصل.
- نادر عبدالله الجلال , وزير كويتي.

### مارس
- 21 مارس - مروان فرحات, ممثل سوري

### أبريل
- 23 أبريل - كينجي كاواي, ملحن ياباني.
- 13 أبريل - فشل محاولة انقلابية في الأردن كان على راسها حركة الضباط الأحرار (الأردن)

### مايو
- 1 مايو - كو أوتاني, ملحن ياباني.

### يونيو
- 1 يونيو - ياماشتا ياسوهيرو، لاعب جودو ياباني.

### أغسطس
- 8 أغسطس - هوزُمي غودا, ممثل أداء صوتي ياباني.
- 29 أغسطس - شيرو ساغيسو, ملحن ياباني.

### سبتمبر
- 12 سبتمبر - كاظم الساهر مطرب وملحن عراقي.

### أكتوبر
- 10 أكتوبر - روميكو تاكاهاشي، مانغاكا يابانية.

### ديسمبر
- 19 ديسمبر - جوروتا كوسُغي, ممثل أداء صوتي ياباني.

## وفيات
- آغا خان الثالث
- أوليفر هاردي
- إبراهيم فهمى المنياوى
- إرفينغ لانغموير
- إغناطيوس أفرام الأول برصوم
- الحاج سري
- العربي التبسي
- العربي بن مهيدي
- باول إيلج
- بشير السعداوي
- بين هارداواي
- جرتي كوري
- جو كونور
- جورج أليسون
- جوزيف مكارثي
- جون فون نيومان
- جويدو مودا
- حسيبة بن بوعلي
- حمو بوتليليس
- راشد الخزاعي
- سراج منير
- سيد علي سيد سليمان الرفاعي
- شوقي أفندي رباني
- عادل زعيتر
- عبدالرحمن بن ناصر السعدي
- عبد الحسين شرف الدين الموسوي
- عبد الله الأحمد الجابر الصباح
- عبد الله بن قاسم آل ثاني، الحاكم الثالث لقطر
- علي أمين سيالة
- علي الكسار
- علي لابوانت
- غبريالا ميسترال
- فالتر بوته
- فريدريك باولوس
- كريستيان ديور
- كريستيان هولسماير
- محمد الأمين العمودي
- مصطفى فروخ
- معين الماضي
- موريس اودان
- نيكوس كازانتزاكيس
- نيلسون جورج كارخل
- هاينريش فيلاند
- همفري بوجارت
- وريدة مداد
- ويلهلم فيلشنر
- يوهانس شتارك
- صادق الأسعد، شاعر سوري.
- ؟ يوليو - عبد الوهاب الطباطبائي: صحفي ومدرس عراقي.

## نال جائزة نوبل
- في الفيزياء – الصينيان تسونج لي وتشين يانج.
- في الكيمياء – البريطاني ألكسندر تود.
- في الطب – الإيطالي دانيال بوفه.
- في الأدب – الفرنسي ألبير كامو.
- في السلام – الكندي ليستر بولز بيرسون.